# Ков
Ков (англ. Cobh [ˈkoʊv]; ирл. An Cóbh, «бухта») — (малый) город в Ирландии, находится в графстве Корк (провинция Манстер). С 1849 по 1922 годы назывался Куинстауном (Queenstown) в честь Королевы Виктории. Среди местных уроженцев и жителей — Стивен Айрленд, Рой Кин, Соня О’Салливан.
На местном Старом церковном кладбище захоронено более ста жертв с потопленной «Лузитании».
Города-побратимы Кова — польский город Кольбушова, бразильский Крузейру, уэльский Понтардуллайс, американский Лейк Чарльз, британский Плёрмель.
Местная железнодорожная станция была открыта 10 марта 1862 года, и была закрыта для грузоперевозок с 3 ноября 1975 года.

## Демография
Население — 11 303 человека (по переписи 2006 года). В 2002 году население составляло 9811 человек. При этом, население внутри городской черты (legal area) было 6541, население пригородов (environs) — 4762.
Данные переписи 2006 года:
| Общие демографические показатели |               |                               |                               |      |      |
| Всё население                    | Всё население | Изменения населения 2002—2006 | Изменения населения 2002—2006 | 2006 | 2006 |
| 2002                             | 2006          | чел.                          | %                             | муж. | жен. |
| 9811                             | 11 303        | 1492                          | 15,2                          | 5591 | 5712 |

В нижеприводимых таблицах сумма всех ответов (столбец «сумма»), как правило, меньше общего населения населённого пункта (столбец «2006»).
| Религия (Тема 2 — 5 : Число людей по религиям, 2006) |             |                |             |            |        |        |
| Католики, чел.                                       | Католики, % | Другая религия | Без религии | не указано | сумма  | 2006   |
| 10 016                                               | 88,6        | 564            | 532         | 191        | 11 303 | 11 303 |

| Этно-расовый состав (Этничность. Тема 2 — 3 : Постоянное население по этническому или культурному происхождению, 2006) |            |              |       |        |        |            |        |        |
| Белые ирландцы | Лухт-шулта | Другие белые | Негры | Азиаты | Другие | Не указано | сумма  | 2006   |
| 10 011 | 1          | 678          | 126   | 45     | 125    | 191        | 11 177 | 11 303 |
| Доля от всех отвечавших на вопрос, %                                                                                   |            |              |       |        |        |            |        |        |
| 89,6 | 0,0        | 6,1          | 1,1   | 0,4    | 1,1    | 1,7        | 100    | 98,91  |

1 — доля отвечавших на вопрос о языке от всего населения.
| Владение ирландским языком (Тема 3 — 1 : Число людей от 3 лет и старше по способности говорить по-ирландски, 2006) |      |            |        |        |
| Владеете ли Вы ирландским языком?                                                                                  |      |            |        |        |
| Да | Нет  | Не указано | сумма  | 2006   |
| 4082 | 6350 | 255        | 10 687 | 11 303 |
| Доля от всех отвечавших на вопрос о языке, %                                                                       |      |            |        |        |
| 38,2 | 59,4 | 2,4        | 100    | 94,61  |

1 — доля отвечавших на вопрос о языке от всего населения.
| Использование ирландского языка (Тема 3 — 2 : Говорящие по-ирландски от 3 лет и старше по частоте использования ирландского языка, 2006) |                                                            |                                               |                                               |                                               |                                               |                                               |       |                                     |        |
| Как часто и где Вы говорите по-ирландски?                                                                                                |                                                            |                                               |                                               |                                               |                                               |                                               |       |                                     |        |
| ежедневно, только в образовательных учреждениях                                                                                          | ежедневно, как в образовательных учреждениях, так и вне их | в других местах (вне образовательной системы) | в других местах (вне образовательной системы) | в других местах (вне образовательной системы) | в других местах (вне образовательной системы) | в других местах (вне образовательной системы) | сумма | всего, отвечавших на вопрос о языке | 2006   |
| ежедневно, только в образовательных учреждениях                                                                                          | ежедневно, как в образовательных учреждениях, так и вне их | ежедневно                                     | каждую неделю                                 | реже                                          | никогда                                       | не указано                                    | сумма | всего, отвечавших на вопрос о языке | 2006   |
| 1140 | 61                                                         | 78                                            | 205                                           | 1402                                          | 1144                                          | 52                                            | 4082  | 10 687                              | 11 303 |
| Доля от всех отвечавших на вопрос о языке, %                                                                                             |                                                            |                                               |                                               |                                               |                                               |                                               |       |                                     |        |
| 10,7 | 0,6                                                        | 0,7                                           | 1,9                                           | 13,1                                          | 10,7                                          | 0,5                                           | 38,2  | 100                                 |        |

| Типы частных жилищ (Тема 6 — 1(a) : Число частных домовладений по типу размещения, 2006) |          |         |                 |            |       |        |
| Отдельный дом                                                                            | Квартира | Комната | Переносные дома | не указано | сумма | 2006   |
| 3742                                                                                     | 312      | 10      | 3               | 75         | 4142  | 11 303 |